# Wannebiezz
De Wannebiezz is een Nederlandse band uit Rotterdam.
De band, die voornamelijk vrolijke en opwekkende Nederlandstalige muziek met een sterk Rotterdams accent uitbrengt, bestaat uit Arie van Ballegooie, Rocco di Cabrio en Gilles de la Tourniquette. De drie zijn geboren en getogen op de kermis en maakten in hun vrije tijd muziek waardoor de naam van de band ontstond omdat de collega's hun "Wannabees" noemden en dit verbasterde tot  "de Wannebiezz". Daarnaast worden ook nummers van anderen gezongen zoals "You’ll never walk alone" van Lee Towers. De nummers variëren en worden gezongen in een mix variërend van smartlap tot rock-'n-roll. Hierbij kan de band worden uitgebreid tot zeven leden en worden er ook theatervoorstellingen gegeven.
Het meest bekend werd de band in 2012 met het nummer "Goeiemorge zonneschijn" waarmee ze landelijk bekend werden door deelname aan Holland's Got Talent. Dit nummer had al in 1977 een Duitstalige versie, gezongen door Nana Mouskouri als "Guten Morgen, Sonnenschein". Behalve het refrein heeft het nummer echter een eigen andere Nederlandse tekst. Andere nummers zijn onder meer: "De een na laatste", "Ik ga je bellen", "Het leven is mooi", "Het zal me een worst weze", "Kermis in de stad", "Mijn eerste vlam" en "Ode aan Rotterdam". Daarnaast zijn er voetballiedjes zoals "De Feyenoordmedley" en "We zijn kampioen". Ook wordt met " Spraakwatertje" aan Karaoke gedaan. "Spraakwatertje" is in Schiedam uitgeroepen tot officieel jenevervolkslied.Het is daar op single verkrijgbaar in het Jenevermuseum. Hier is ook de videoclip van dit lied opgenomen. Daarnaast zingen de Wannebiezz "Spraakwatertje" vaak als ze daar optreden.
Een deel van het repertoire van het Cocktail Trio is door de band overgenomen en in een eigentijdse eigen versie uitgebracht zoals de nummers "Batjevier" en "Kangoeroe Eiland". Op 18 mei 2012 werd door Ad van der Gein, een van de leden van het Cocktail Trio, dat laatste nummer uit 1961 op zijn 90e verjaardag in Amstelveen formeel overgedragen aan de band.
De band verzorgde ook voor Bram Ladage een nieuwe versie van het patatliedje "Wat knort mijn mage" waarbij de oorspronkelijke tekst ongewijzigd bleef maar de muziek van de Wannebiezz duidelijk anders is, met een mondharmonica, gitaar, piano en een sterk Rotterdams accent.
In 2019 brachten ze het liedje uit "Ken het zijn dat ik je ergens van kan!?", dat extra in vet Rotterdams dialect werd aangezet. Tijdens de coronaperiode in 2020 zijn de Wannebiezz erg actief geweest met hun online dinnershows. Wekelijks werd deze livestream uitgezonden op Wannebiezz TV. Ook is in oktober 2020 een nieuwe single uitgebracht, Hou toch van je schoonmoeder uitgekomen. April 2022 was de maand waarin hun meest recente single is uitgekomen, "Trouw zijn geeft gedonder". Dit nummer is geschreven door Jan Rot die op de dag van uitkomen, 22 april 2022 is overleden. Anno 2022 zijn de Wannebiezz weer vol aan het touren en stonden ze op Goede Vrijdag, 7 april 2023, "De Goeiste Vrijdag ooit", zoals ze zelf zeggen, met een concert in de Rotterdamse Ahoy. Op Goede Vrijdag 2024 zouden ze opnieuw optreden in Ahoy, maar omdat de kaartverkoop dat jaar tegenviel werd dit concert gecanceld, mensen hadden kennelijk geen behoefte aan een tweede concert in Ahoy. Als alternatief geven ze dat jaar op 5 oktober een concert in de Stadsgehoorzaal in Vlaardingen, waar ze ook de nummers spelen die ze in Ahoy zouden spelen.                                   
Op 10 november 2024 traden ze op in De Doelen als onderdeel van de zondagochtend concerten die daar al 40 jaar gehouden worden.
Externe links
- https://www.dewannebiezzinahoy.nl
- Officiële website